# عضلة ناصبة الفقار
العضلات الناصبة للفقار (بالإنجليزية: Erector spinae muscles)‏ هي مجموعة عضلات تتموضع على جانبي العمود الفقري لدى الإنسان، وتتنوع وظائفها بين تدوير الرأس، وبسط العمود الفقري وثنيه جانبياً.

## معرض صور

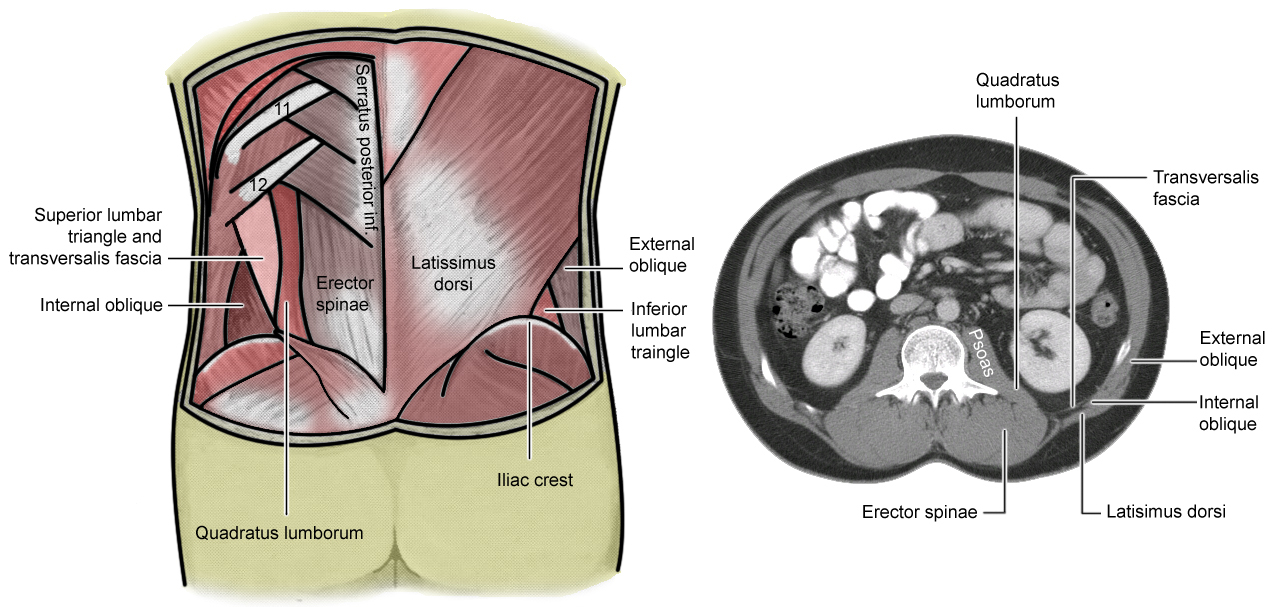
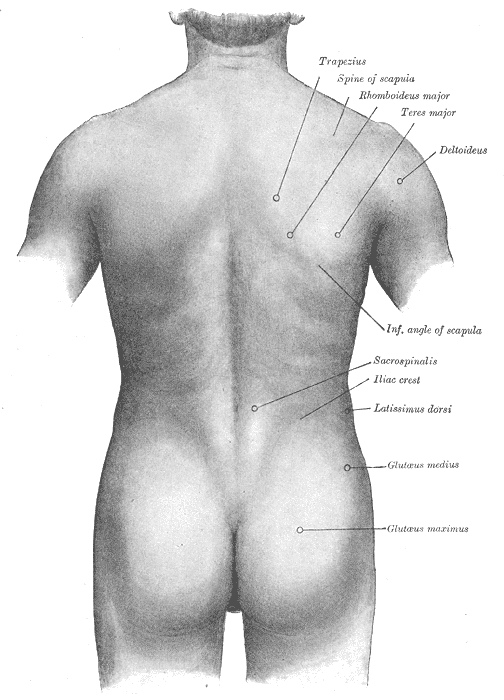
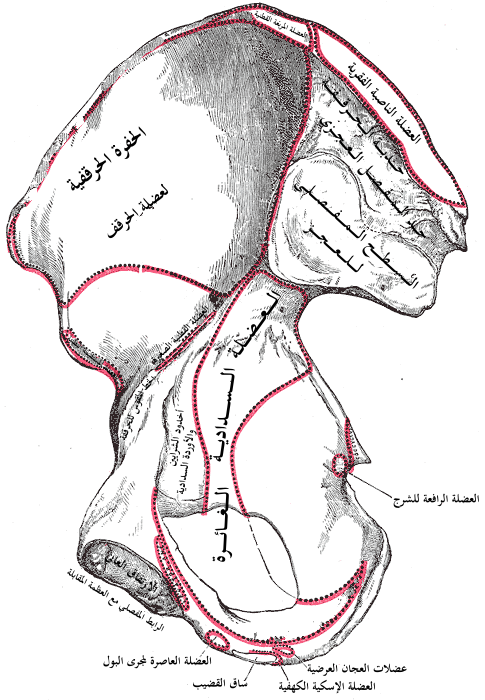
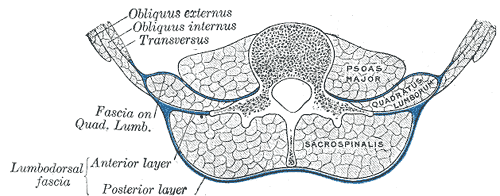
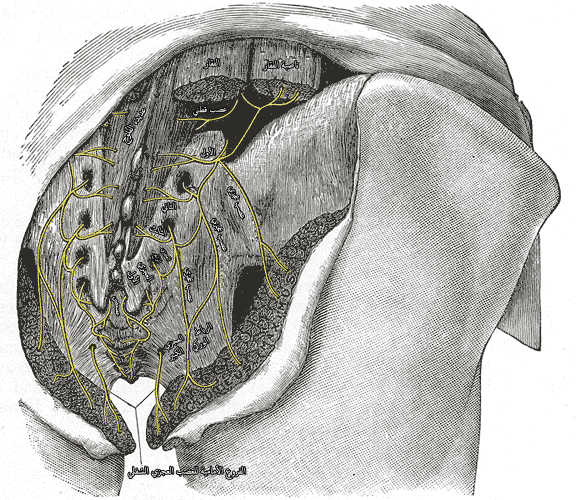
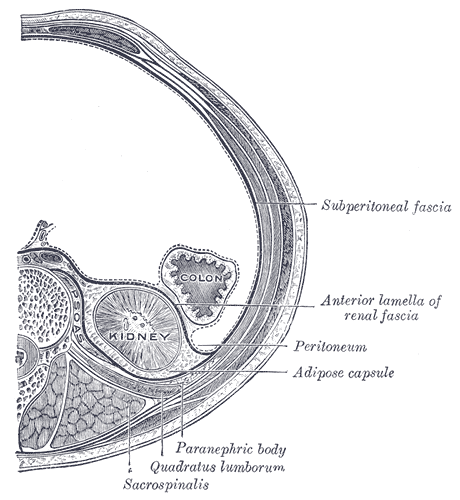